# Gmina związkowa Simmern-Rheinböllen
Gmina związkowa Simmern-Rheinböllen (niem. Verbandsgemeinde Simmern-Rheinböllen) – gmina związkowa w Niemczech, w kraju związkowym Nadrenia-Palatynat, w powiecie Rhein-Hunsrück. Siedziba gminy związkowej znajduje się w mieście Simmern/Hunsrück. Powstała 1 stycznia 2020 z połączenia gminy związkowej Simmern/Hunsrück z gminą związkową Rheinböllen.    

## Podział administracyjny
Gmina związkowa zrzesza 44 gminy, w tym dwie gminy miejskie (Stadt) oraz 42 gminy wiejskie (Gemeinde):
1. Altweidelbach
2. Argenthal
3. Belgweiler
4. Benzweiler
5. Bergenhausen
6. Biebern
7. Bubach
8. Budenbach
9. Dichtelbach
10. Ellern (Hunsrück)
11. Erbach
12. Fronhofen
13. Holzbach
14. Horn
15. Keidelheim
16. Kisselbach
17. Klosterkumbd
18. Külz (Hunsrück)
19. Kümbdchen
20. Laubach
21. Liebshausen
22. Mengerschied
23. Mörschbach
24. Mutterschied
25. Nannhausen
26. Neuerkirch
27. Niederkumbd
28. Ohlweiler
29. Oppertshausen
30. Pleizenhausen
31. Ravengiersburg
32. Rayerschied
33. Reich
34. Rheinböllen, miasto
35. Riegenroth
36. Riesweiler
37. Sargenroth
38. Schnorbach
39. Schönborn
40. Simmern/Hunsrück, miasto
41. Steinbach
42. Tiefenbach
43. Wahlbach
44. Wüschheim